# Diego Carrillo de Mendoza y Pimentel
Pour les articles homonymes, voir Carrillo.
Diego Carrillo de Mendoza y Pimentel, marquis de Gélves et comte de Priego (en espagnol Don Diego Carrillo de Mendoza y Pimentel, marqués de Gélves y conde de Priego ; né en Aragon et mort en 1631) est un général de cavalerie espagnol puis vice-roi de Nouvelle-Espagne du 21 septembre 1621 au 1er novembre 1624.

## Carrière militaire et politique
Carrillo de Mendoza est né dans le Royaume d'Aragon, très jeune, il entre dans l'armée où il se distingue par son énergie, sa vaillance et son intelligence. Il gravit les échelons jusqu'au grade de Général de cavalerie et il est fait Chevalier de la chambre du roi. Il sera Vice-roi d'Aragon avant d'être envoyé aux Amériques.

## Vice-roi de Nouvelle-Espagne
Il arrive en Nouvelle-Espagne en 1621, y découvre une administration dans un état lamentable et prend immédiatement des mesures pour améliorer le moral des fonctionnaires. Il organise des détachements armés qui patrouillent sur les principales routes afin d'enrayer une véritable épidémie de brigandages. Il autorise que les voleurs pris en flagrant délit soient immédiatement pendus.
Il achète du grain et le fait distribuer aux pauvres de la capitale et de ses environs pour combattre les effets de la sécheresse et de la famine. Il s'oppose au monopole des marchands de grain qui font grimper les prix et se fait ainsi de puissants ennemis. Cette première année, il fonde également une chaire de chirurgie à l'Université, qui devient la première chaire occupée par un docteur né au Mexique, Cristóbal Hidalgo y Bandabal.
Le 7 mars 1623, le Vice-roi ordonne l'arrêt des travaux du système de drainage de la vallée de Mexico qu'il trouve coûteux et pratiquement inefficace. Il ordonne également la destruction du canal de dérivation du Río Cuautitlán qui empêche ses eaux d'alimenter les lacs entourant Mexico. Malheureusement, la saison des pluies suivante amène de terribles inondations, coûtant de nombreuses vies et de grands dommages, ce qui entraîne une nette baisse de prestige du Vice-roi.

## Conflit avec l'archevêque
À la suite de diverses plaintes pour vénalité et la partialité le Vice-roi Carillo de Mendoza ouvre une enquête concernant l'archevêque de Mexico, Juan Pérez de la Serna. Le Vice-roi exige de l'archevêque qu'il n'accorde pas de divorce si facilement, n'accepte pas de cadeaux, et n'exige plus des prix prohibitifs dans les échoppes de boucher qu'il contrôle.
Ceci cause une vive animosité entre les deux personnages, mais la rupture survient lors d'un procès contre Melchor Pérez de Veraiz, corregidor de Mexico. Ce dernier est accusé de monopoliser le maïs et de posséder des graineries illégales. Il se cache alors dans un couvent afin de ne pas être arrêté. Les juges postent des gardes autour du couvent, mais l'archevêque, invoquant l'immunité ecclésiastique, excommunie les juges, leurs secrétaires et les soldats. L'Audiencia fait alors appel à l'évêque de Puebla, juge apostolique en de tels cas, qui ordonne que l'excommunication soit levée. L'archevêque Pérez de la Serna y répond par une interdiction générale, faisant fermer toutes les églises de la capitale durant plusieurs jours.
Le 11 janvier 1624, l'archevêque se rend au palais du vice-roi au milieu d'une foule agitée. L'audiencia et le vice-roi sont déterminés à faire déposer l'archevêque. Ce dernier y répond en excommuniant le vice-roi et les membres de l'Audiencia, réitère son interdiction et ordonne à des clercs de parcourir à cheval les rues en criant : "¡Viva Cristo!" et "¡Muera el mal gobierno!"("Vive le Christ!" et "A mort le mauvais gouvernement!").
Immédiatement, le vice-roi fait arrêter l'archevêque et ordonne qu'il soit renvoyé sous escorte vers l'Espagne.
Trois des membres de l'Audiencia révoquent l'ordre de déposition de l'archevêque, mais le vice-roi les fait incarcérer. Tout ceci provoque une émeute le 15 janvier 1624 devant le palais du vice-roi, la foule exigeant la démission du vice-roi. Les émeutiers envahissent et brûlent en partie le palais. Dans l'après-midi, l'archevêque Pérez, que l'on a aidé à s'échapper, proclame la déposition du vice-roi et nomme Pedro Gabiría capitaine général. Pendant la nuit, le vice-roi craignant pour sa vie, se déguise en serviteur et de réfugie dans l'église de San Francisco, où il demeurera, entouré de gardes.
En 1625, Carillo de Mendoza rentre en Espagne, où il est reçu en audience par le Roi Philippe IV et tente de justifier ses décisions en tant que vice-roi. Le Rois approuve certaines des mesures qu'il a prise contre l'archevêque mais en rejette d'autres. Pérez de la Serna resta archevêque de Mexico jusqu'à l'arrivée du vice-roi suivant, Rodrigo Pacheco y Osorio en novembre 1624, il est alors nommé dans le diocèse espagnol de Zamora. Quant au Corregidor Pérez de Veraiz, il est acquitté des charges qui pesaient contre lui.
Carrillo de Mendoza meurt en 1631.